# Varšavská konfederace

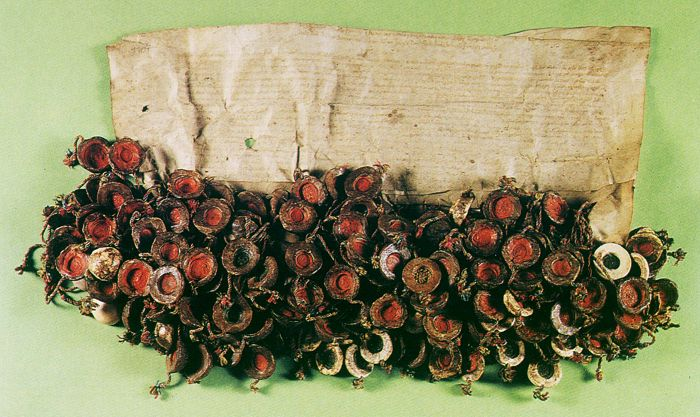
Zakládací listina Varšavské konfederace

Varšavská konfederace (28. ledna 1573), významný vývojový milník dějinách Polska a Litvy, který rozšířil náboženskou toleranci napříč šlechtou a svobodnými občany na území Polsko-litevské unie. Je považován za formální začátek svobody vyznání v Republice obou národů a je dokonce prvním takovým dokumentem v Evropě. I když nezažehnal všechny konflikty založené na vyznání, rozhodně učinil Republiku mnohem bezpečnější a tolerantnější zemí, než většinu tehdejší Evropy, a to zejména v následující třicetileté válce.

## Dějiny
Náboženská tolerance v Polsku měla vždy dlouhou tradici (viz např. Kališský výnos) a byla de facto politikou panování nedlouho předtím zesnulého krále Zikmunda II. Nicméně teprve výnosy podepsané konfederací daly právní rámec předchozí praxe. V tomto smyslu můžeme hovořit o počátcích či vrcholu tradice tolerance v Polském království.
Po smrti posledního krále z jagellonské dynastie bez dědice, se polská a litevská šlechta (szlachta) shromáždila ve Varšavě, aby zabránila činnosti separatistů a kvůli zachování existujícího právního řádu. Proto museli občané bezpodmínenčně přijmout rozhodnutí učiněná shromážděním, přičemž konfederace byla přesvědčivou deklarací toho, že oba státy jsou stále úzce spjaty.
V lednu šlechta podepsala dokument, v němž představitelé všech hlavních náboženských směrů vyzvali ostatní ke vzájemné tolerance a podpoře. Vznikal nový politický systém, podporovaný konfederací, která přispívala k jeho stabilitě. Náboženská tolerance byla důležitým faktorem v mnohonárodnostním státě s mnoha náboženskými skupinami. Území Unie bylo po generace obýváno lidmi rozdílného etnického původu (Poláci, Litevci, Ruténové/Rusíni, Němci a Židé) a rozdílných vyznání (katolíci, protestanti, pravoslavní, židé a dokonce muslimové). "Tato země se stala tím, co kardinál Hozjusz nazýval “útočištěm pro kacíře a odpadlíky”. Bylo to místo, kde se nejradikálnější náboženské sekty snažily uniknout pronásledování v jiných křesťanských zemích.
Tento akt nebyl prosazen vládou nebo jako důsledek války, ale spíše vyplynul ze směřování obyvatel polsko-litevské společnosti. Byl však také ovlivněn francouzským masakrem zvaným Bartolomějská noc roku 1572, který přiměl polsko-litevskou nobilitu k tomu, aby něčemu podobnému v Polsku zamezili.
Nejvíce se na tvorbě listiny podíleli Mikołaj Sienicki (vůdce "výkonného hnutí"), Jan Firlej a Jan Zborowski. Proti jejich snahám se stavělo mnoho vysokých představitelů katolické církve.